# Order 13 wieków Bułgarii
Order 13 wieków Bułgarii (buł. Орден „13 века България”) – bułgarskie odznaczenie, ostatni order ustanowiony w Bułgarskiej Republice Ludowej.

## Historia
Odznaczenie zostało ustanowione dekretem Rady Państwa Bułgarskiej Republiki Ludowej dla nagrodzenia osób za wybitny wkład w rozwój Bułgarii w rocznicę powstania pierwszego państwa bułgarskiego.
Order przyznawany był obywatelom Bułgarii i cudzoziemcom, za wybitne zasługi w rozwoju Bułgarii.
Nadawany był od 1981 do 1991 roku, łącznie nadano ok. 100 orderów tego typu.
Order nie był podzielony na stopnie ani klasy, a jego insygnia składały się z odznaki na wstędze i gwiazdy.

## Opis odznaki
Odznakę orderu stanowiła pięcioramienna gwiazda o średnicy 75 mm wykonana ze srebra i pokryta białą emalią. Na gwieździe umieszczony jest prostokątny ornament wykonany ze złota wzorowany na wyposażeniu zamku w Presławiu, ornament otoczony był wieńcem z liści laurowych pokrytych zielona emalią, u góry umieszczono złotą liczbę 681 – datę powstania pierwszego państwa bułgarskiego. Rewers był gładki.
Gwiazda orderowa powtarzała ornament (ale w tym wypadku na czerwonym tle) i wieniec z odznaki orderu, nałożonych na pięć zaokrąglonych, posrebrzanych promieni (zamiast emalii), każdy z wycięciem wzdłuż linii środkowej. Miała średnicę 80 mm i wykonana była z tombaku, patynowana, pozłacana i posrebrzana.
Order był zawieszany na wstędze o szerokości 85 mm koloru jasnobeżowego, w środku znajdowały się trzy wąskie paski w kolorze flagi Bułgarii – biały, zielony i czerwony.
Order nie posiadał baretki, w przypadkach gdy nie był noszony w pełnej gali, noszono miniaturkę gwiazdy orderu o średnicy 23 mm wykonaną z tombaku i pozłacaną.